# Asociación China del Estudio de la Literatura Española, Portuguesa y Latinoamericana

La Asociación China del Estudio de la Literatura Española, Portuguesa y Latinoamericana (en chino 中国西班牙、葡萄牙、拉丁美洲文学研究会), es una organización fundada en 1979 en Pekín, China, cuyo objetivo principal es difundir el conocimiento de la literatura escrita en español y portugués. Esta Asociación tuvo un papel muy importante como la promoción de la traducción, presentación y estudio de estas obras literarias durante las décadas de los años ochenta y noventa. En la parte de la bibliografía citada en este trabajo, ha sido seleccionada y ordenada por Xu Duo y Lin Guang y publicada en los números I y IV del informe de la Asociación. Además se han celebrado más de diez congresos desde su fundación hasta la fecha, el último se celebró en septiembre del 2008 en la Universidad Qingdao.